# Operació Marge Protector
L'Operació Marge Protector (hebreu: מִבְצָע צוּק אֵיתָן, Mivtza' Tzuk Eitan; vegeu Nom més avall) és una ofensiva militar de les Forces de Defensa d'Israel (FDI) contra la franja de Gaza iniciada el 8 de juliol de 2014. L'operació va anar precedida d'una escalada de violència a la zona, que va començar amb el segrest i assassinat de tres joves israelians el 12 de juny, del qual Israel va acusar Hamas.
Posteriorment el segrest i assassinat d'un noi palestí a Jerusalem Est va provocar revoltes als assentaments palestins i el llançament de diversos coets des de la Franja de Gaza, als que Israel va respondre amb bombardejos aeris. Després d'un intent fallit de treva el dia 4, Israel inicià formalment l'operació el dia 8 de juliol. En paraules israelianes, l'operació hauria de ser "llarga" i "aturar el terror que molts israelians pateixen diàriament".
Diferents fonts adverteixen el mateix dia 8 d'un gran nombre d'atacs indiscriminats i fins a 18 baixes civils entre els palestins entre els quals hi hauria almenys tres menors. Les informacions a l'inici de la campanya senyalaven que el govern israelià hauria mobilitzat milers de reservistes i estaria preparant una ofensiva terrestre a gran escala.
El dia 10 es reportaren ja 76 morts palestines. xifra que va créixer fins a 192 el dia 15. El 14 de juliol, l'Oficina de les Nacions Unides per a la Coordinació d'Assumptes Humanitaris estimà que almenys el 77% dels morts eren civils, dels quals el 26% eren nens. Segons el Ministeri de Salut de Gaza, més de 1.400 palestins han resultat ferits. Les Forces de Defensa d'Israel estimaren que al voltant de 90 dels morts eren militants de Hamas, i afirma que Hamas feia servir la població de Gaza com a escuts humans, mentre que l'ONG israeliana B'tselem afirma que 10 dels atacs que han matat civils podrien constituir crims de guerra. El 13 de juliol s'havia informat de més de 1.300 atacs israelians, mentre que s'havien disparat més de 800 míssils des de Gaza cap a Israel.
El 14 de juliol, Egipte va proposar un alto el foc. El govern d'Israel va acceptar la proposta, i va aturar temporalment les hostilitats el matí del 15 de juliol. No obstant això, Hamàs, que va dir que no havia estat consultat sobre l'alto el foc, el va rebutjar en "la seva forma actual". El 16 de juliol, Hamàs i Gihad Islàmic palestí va oferir a Israel una treva de 10 anys amb 10 condicions. El Secretari d'Estat dels Estats Units, John Kerry, va visitar Egipte el 21 de juliol per negociar un alto el foc a Gaza.
L'Operació Marge Protector és l'operació militar més letal que ha tingut lloc a Gaza des de la guerra de Gaza de 2008-2009. Almenys 508 palestins han estat morts. L'Oficina de les Nacions Unides per a la Coordinació d'Assumptes Humanitaris va estimar, utilitzant informació preliminar, que fins al 20 de juliol gairebé el 72% dels morts eren civils, dels quals el 44% eren dones o nens. Segons el Ministeri de Salut de Gaza, més de 3.008 palestins han resultat ferits. Les Forces de Defensa d'Israel estimen que, fins al 14 de juliol, al voltant de 90 dels morts eren militants de Hamàs, i va dir que Hamàs feia servir la població de Gaza com a "escuts humans", acusació que fou negada per Hamàs. El 19 de juliol, les autoritats israelianes també van advertir els periodistes internacionals que es trobaven a Gaza que Hamàs "havia utilitzat en el passat als periodistes com a escuts humans", cosa que fou negada pels periodistes. Les Forces de Defensa d'Israel van informar que fins al 13 de juliol s'havien produït més de 1.300 atacs israelians, mentre que s'havien disparat més de 800 míssils des de Gaza cap a Israel.
Grups de drets humans han afirmat que els atacs amb coets palestins i la destrucció premeditada de les cases de membres de Hamàs i d'altres milícies feta per Israel violen del dret humanitari internacional i podrien constituir crims de guerra.

## Nom
La traducció literal del nom de l'operació (en hebreu: מִבְצָע צוּק אֵיתָן, Mivtza' Tzuk Eitan) és "Operació Penya-segat Indestructible", "Impertorbable" o "Ferm"; traduït també més lliurement en català com "Operació Marge Protector"; en anglès com "Operació Roca Sòlida" o "Operació Penya-segat poderós"; o "Penya-segat Resolut" en la traducció oficial de les FDI a l'àrab. Segons l'Agència Anadolu de Turquia, un portaveu militar israelià per als mitjans de comunicació àrabs, Avichay Adraee, va explicar que es va fer el canvi de nom en fer la traducció per transmetre més fortament la idea que l'operació era de naturalesa defensiva.

## Rerefons

### Curt termini

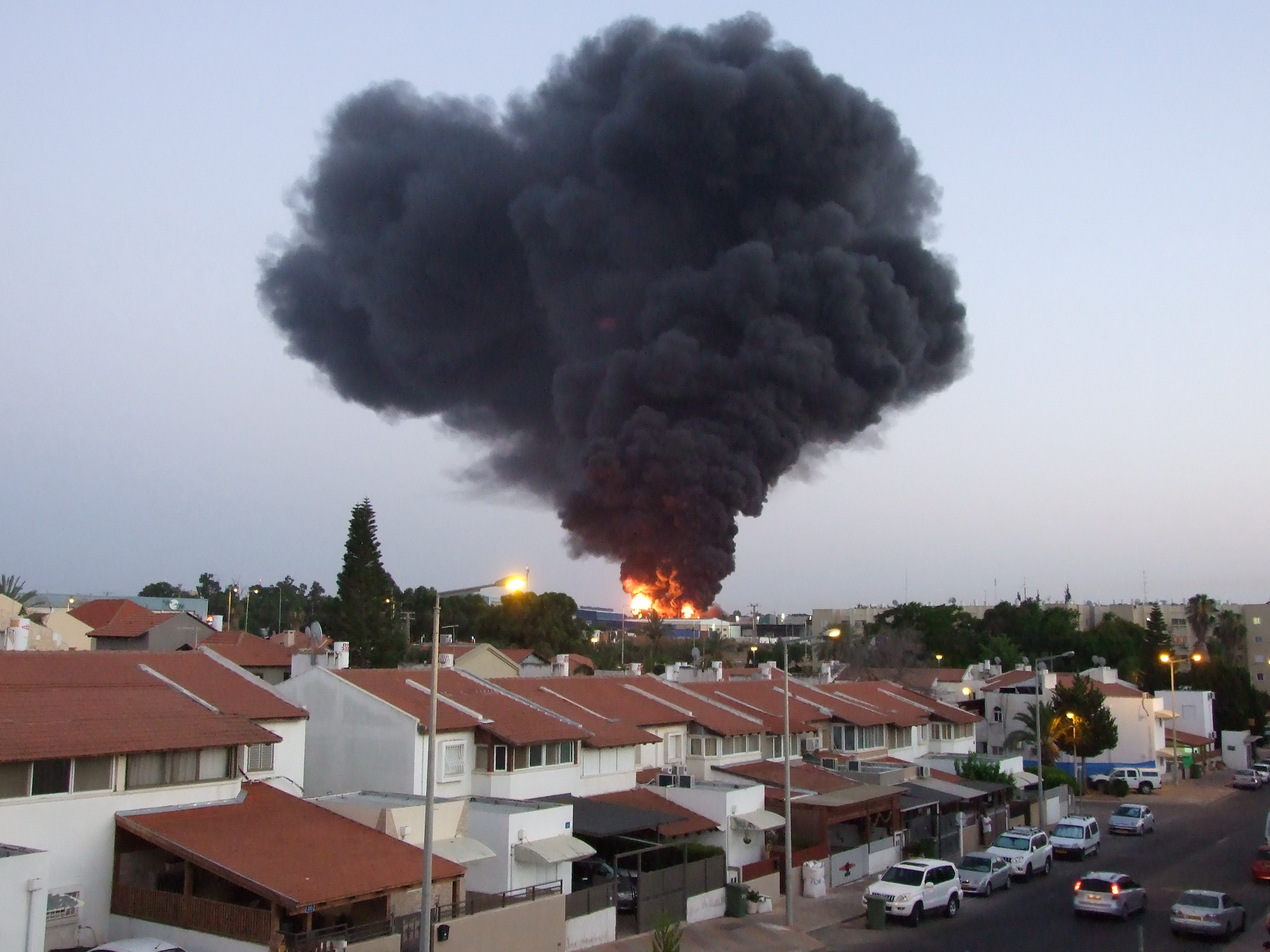
Una fàbrica crema després d'un atac amb míssils a Sderot, Israel, 28 de juny de 2014

L'operació va començar després d'una cadena d'esdeveniments que es va iniciar amb el segrest i assassinat de tres adolescents israelians a Cisjordània el juny de 2014, del qual Israel va culpar Hamàs. Segons l'exèrcit israelià, els dos homes sospitosos d'haver segrestat els adolescents eren coneguts membres de Hamàs. Tanmateix, les autoritats d'Israel no van proporcionar cap indici de la participació de Hamàs en els fets i Hamas ha negat qualsevol implicació o coneixement sobre l'incident. Les forces israelianes van matar a deu palestins en els enfrontaments posteriors, entre ells dos menors de 18 anys, i va arrestar a diversos centenars de palestins més a Cisjordània en la posterior recerca dels adolescents desapareguts i la supressió de les cèl·lules i la infraestructura de Hamàs, operació anomenada Guardià del Germà. Durant la recerca dels tres adolescents israelians desapareguts, l'exèrcit israelià va detenir moltes de les persones que havien estat posades en llibertat durant l'intercanvi de presoners per Gilad Shalit. Hamàs, que havia estat acreditat per Israel per haver refrenat el llançament de coets des de la Franja de Gaza des de l'acord d'alto el foc al novembre de 2012, després de finalitzar l'Operació Columna de Núvol, va assumir la responsabilitat directa d'una andanada de coets disparats contra Israel el 8 juliol 2014 i va insistir en el nou alliberament dels detinguts com a condició d'un cessament del foc.
Hores després de l'enterrament dels tres israelians assassinats, un adolescent palestí de 16 anys, anomenat Mohammed Abu Khdeir, de Beit Hanina, va ser segrestat i cremat viu en un atac de represàlia per part d'extremistes jueus. La policia israeliana va detenir sis jueus sospitosos d'haver comès l'assassinat. El descobriment del cos de Khdeir va donar lloc a protestes i disturbis a Jerusalem Est, que es va estendre als pobles d'arreu del país, i a una disculpa oficial i missatge de condol del primer ministre israelià, Benjamin Netanyahu. Al mateix temps, es van iniciar els intercanvis de coets de Gaza cap a Israel i els atacs aeris israelians cap a la Franja de Gaza. El 4 de juliol es va anunciar que s'estava treballant en una treva potencial, amb la mediació d'Egipte, en què Hamàs acordaria desistir de llançar coets a canvi d'un compromís israelià d'aturar els atacs aeris sobre Gaza. Hamàs va revelar que la treva s'anunciaria en qüestió d'hores. Un portaveu israelià va dir que la 'pilota estava a la teulada de Hamàs'.

### Llarg termini
El general de brigada Moti Almoz, portaveu de l'exèrcit israelià, va dir: "Hem estat instruïts per l'esglaó polític a colpejar Hamàs durament", indici que mostraria com la política hauria desencadenat una guerra no desitjada a Gaza. El 23 d'abril de 2014, Hamàs havia accedit a un acord de reconciliació amb l'altra facció palestina principal, Fatah, després de set anys de divisió. El govern d'unitat palestí va ser creat el 2 de juny de 2014 i Israel va anunciar que no negociaria cap acord de pau amb el nou govern i que forçaria mesures de càstig. Tot dient, un dia abans de l'acord, que aquest govern d'unitat "enfortirà el terrorisme", Benjamin Netanyahu, va afegir: "la comunitat internacional no ha d'acceptar-ho".” S'esperava que l'acord tingués un impacte significatiu en l'actual ronda de converses de pau entre l'Autoritat Nacional Palestina, presidida actualment per Mahmoud Abbas, i Israel; poc després de l'anunci de l'acord, Israel va llançar un atac aeri al nord de la Franja de Gaza que va ferir quatre persones, segons fonts mèdiques. Netanyahu havia advertit abans que l'acord seria incompatible amb la pau entre israelians i palestins i que Abbas havia d'escollir entre la pau amb Hamàs i la pau amb Israel. Quan es va signar l'acord de reconciliació, que obria el camí al nomenament del nou govern, Netanyahu va presidir un gabinet de seguretat en què es va votar a favor d'autoritzar Netanyahu per imposar sancions no especificades contra l'Autoritat Palestina.

## Cronologia de l'operació

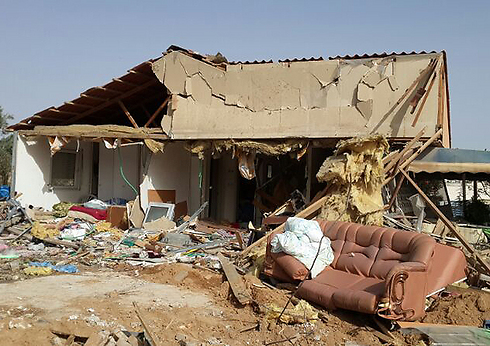
Casa a Beerxeba, Israel, després de l'impacte directe d'un coet durant el quart dia d'operació l'11 de juliol

Des del 8 fins al 16 de juliol, les Forces de Defensa d'Israel van bombardejar objectius de la Franja de Gaza amb artilleria i atacs aeris. Mentrestant, Hamàs va continuar disparant coets i morters contra Israel, molts dels quals van ser interceptats pel sistema de defensa aèria israeliana Cúpula de Ferro. El 16 de juliol, els morts a Gaza ja superaven les 200 persones. El 17 de juliol es va concertar un alto el foc humanitari de 12 hores, proposat per les Nacions Unides. El mateix dia, després de la finalització de l'alto-al-foc, les tropes israelianes van iniciar l'ofensiva terrestre sobre la Franja de Gaza. En un principi, l'operació es va centrar en la localització i destrucció dels túnels que connectaven territori palestí amb Israel. Aquests túnels eren utilitzats pels milicians palestins per transportar persones i materials d'una banda a l'altra de la frontera.
El 20 de juliol, les forces armades israelianes van entrar al barri de Shuja'iyya, a la ciutat de Gaza. Aquesta acció va provocar un combat acarnissat a la barriada. El 24 de juliol, al voltant de 10.000 palestins de Cisjordània es van manifestar com a protesta per l'ocupació, acció que va provocar la mort de 2 palestins. El 25 de juliol, un atac aeri va provocar la mort de Salah Abu Hassanein, el líder de l'ala militar de la Jihad Islàmica. El 26 de juliol es va concertar un nou alto el foc humanitari, també durant dotze hores.
L'1 d'agost, els Estats Units i les Nacions Unides van anunciar que Israel i Palestina havien acordat un alto el foc de 72 hores a partir de les 08:00. Hi va haver una disputa sobre els termes del cessament del foc perquè Israel i els Estats Units van declarar que es permetia a Israel "continuar fent operacions per destruir túnels que representen una amenaça per al territori israelià que des de la franja de Gaza entrin a Israel"; Hamas va dir que no acceptaria aquesta condició. El cessament del foc es va trencar gairebé immediatament després de començar. Israel va culpar a Hamas de violar el cessament del foc i va dir que un grup de soldats israelians van ser atacats per militants palestins sortint d'un túnel. Els palestins van dir que l'IDF va ser el primer a incomplir el cessament del foc quan a les 08:30 va destruir 19 edificis mentre treballaven per enderrocar túnels. Segons l'OLP, l'autoritat palestina i fonts de Gaza, Hamas va atacar una unitat israeliana, matant un oficial israelià (Hadar Goldin, que inicialment es pensava que havia estat capturat) mentre les forces israelianes encara es dedicaven a realitzar activitats militars a Rafah al territori de Gaza abans que la treva entres en vigor.
El 3 d'agost, l'IDF va treure la majoria de les forces terrestres de la franja de Gaza després de completar la destrucció de 32 túnels construïts per Hamas i altres militants. El 5 d'agost, Israel va anunciar que havia detingut a Hossam Kawasmeh l'11 de juliol de qui sospitava d'haver organitzat la matança dels tres adolescents. El 10 d'agost es va negociar una altra proposta egípcia de cessament del foc de 72 hores que el 13 d'agost es va allargar 120 hores més per permetre a les dues parts continuar les negociacions per a una solució a llarg termini per acabar amb la lluites durant un mes. El 19 d'agost, es va violar la renovació d'extinció el foc de 24 hores a poques hores després de l'acord amb 29 coets de Hamas disparats en 20 minuts, amb atacs aeris de la IAF com a resposta, matant a 9 Gazans. El 21 d'agost, un atac aeri israelià a Rafah va matar tres dels màxims comandants de Hamas: Mohammed Abu Shammala, Raed al Atar i Mohammed Barhoum. Durant el període del 22 al 26 d'agost, més de 700 coets i morters van disparar cap a Israel i van matar 3 israelians. El 26 d'agost, Israel i Hamas van acceptar un altre cessament del foc a les 19:00.

## Impacte

### Impacte en els residents

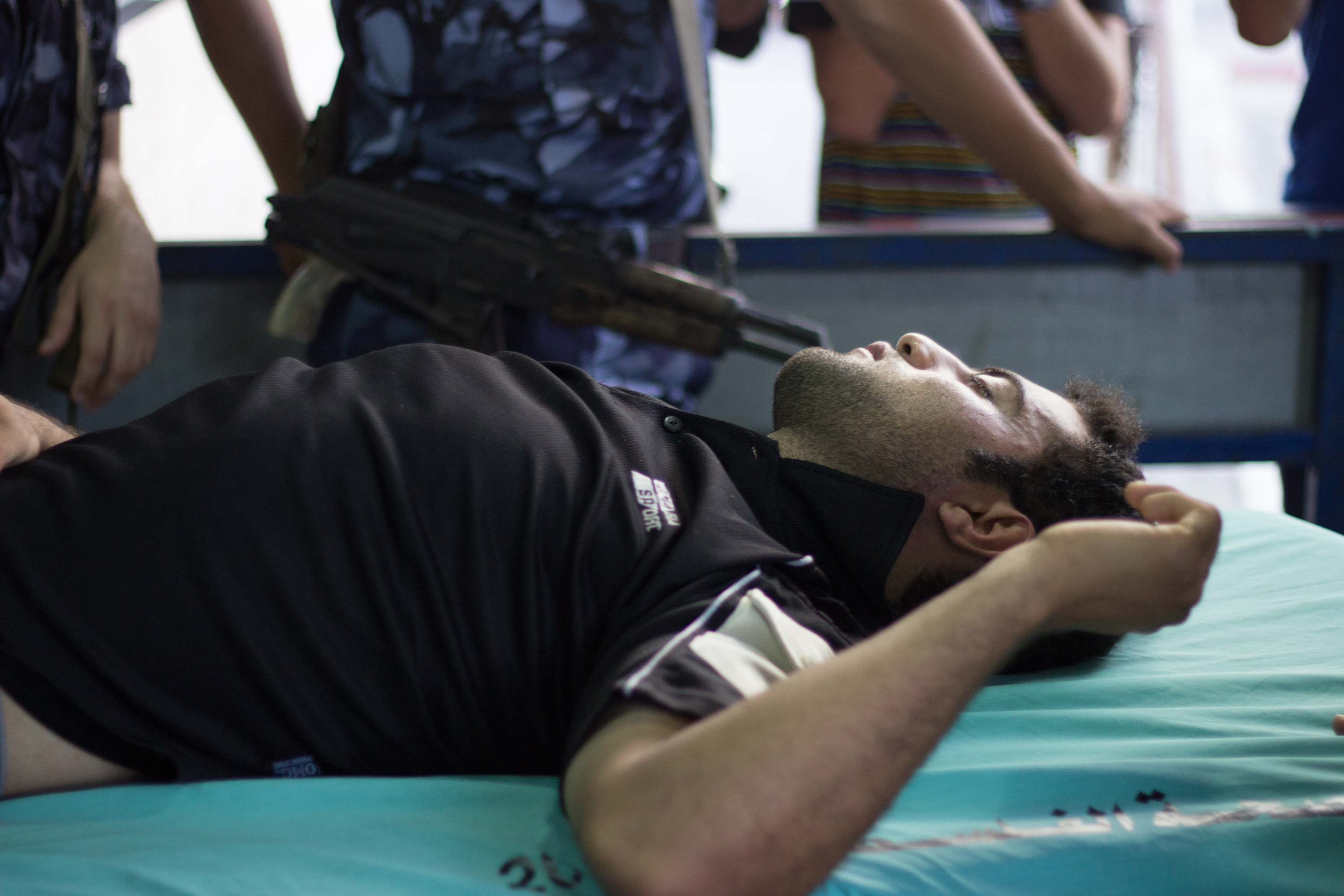
Un jove palestí ferit durant un atac aeri israelià el 8 de juliol

Ja el 20 de juliol, els hospitals de Gaza s'havien quedat sense diverses tipologies de medicines, subministraments mèdics i gasolina. Temporalment, Egipte va reobrir el pas de Rafah amb Gaza per entrar subministraments mèdics, a més a més de permetre a ferits palestins rebre tractament al país. A més a més, a causa de l'increment dels preus del menjar, inclòs el peix i els productes de la terra, els problemes sanitaris dels habitants de Gaza van empitjorar considerablement. El 21 de juliol, diversos mitjans van informar que al voltant de 83.000 palestins s'havien refugiat a les instal·lacions de les Nacions Unides.
A l'inici de l'operació, el govern israelià va cancel·lar tots els programes fins a 40 kilòmetres de Gaza, recomanant a la població que es quedés a casa seva o, en tot cas, a prop de l'habitatge. Tots els campaments d'estiu van ser cancel·lats, mentre que les universitats van cancel·lar els exàmens finals. També es van prohibir totes les reunions de més de 300 persones. A causa de la trajectòria dels coets llençats de s de Gaza, molts vols que operaven des de l'Aeroport Internacional de Ben Gurion van ser cancel·lats o canviats de ruta. Hamas, en aquest sentit, va comentar que era una gran victòria per ells."
D'acord amb l'Oficina per la Coordinació d'Assumptes Humanitaris de les Nacions Unides (OCHA), el 26 de juliol a la Franja de Gaza, prop de 200.000 palestins havien hagut d'abandonar casa seva, mentre que 165.548 s'havien refugiat en les 92 escoles de l'organització; 1,2 milions de persones no tenien accés, o el tenien molt limitat, a l'aigua i a la sanitat; 120 escoles i 18 instal·lacions sanitàries havien estat malmeses; 3.333 habitatges havien estat destruïts o afectats greument, fent-los inhabitables; i el 80% de la població només rebia 4 hores d'electricitat al dia. La OCHA va estimar que, com a mínim, 125.000 nens pertanyien a famílies que havien patit víctimes mortals, ferides o la pèrdua de casa seva en els últims tretze dies, els quals necessitarien suport psicològic. Amb moltes famílies vivint en refugis, que sobrepassaven de llarg la seva capacitat, l'accés als serveis bàsics com l'aigua es converteix en una lluita, amb molts individus havent de sobreviure amb tres litres d'aigua al dia.

### Reaccions en la Comunitat Aèria Comercial
El 21 de juliol, el Departament d'Estat dels Estats Units va recomanar als seus ciutadans que no viatgessin a Israel si no era totalment necessari, en consideració al llançament de coets a diverses parts d'Israel, incloses les ciutats. El 22 de juliol, després que un coet impactés molt a prop (una milla, aproximadament) de l'aeroport Internacional de Ben Gurion, la Federal Aviation Administration (FAA) va explicar a les aerolínies estatunidenques que tenien prohibit volar a l'aeroport israelià en les següents 24 hores. The FAA cited "the potentially hazardous situation created by the armed conflict in Israel and Gaza." L'Agència Europea de Seguretat Aèria va publicar que era fortament recomanable que les companyies aèries evitessin volar a o des de l'aeroport de Tel-Aviv. L'endemà, la FAA va estendre la seva prohibició 24 hores més.
Poc després de l'anunci de la FAA, el Ministre de Transport i Seguretat Viària israelià, Yisrael Katz, va explicar que l'Aeroport Ben Gurion era segur pels aterratges i els enlairaments, i que no hi havia cap perill pels passatgers dels avions. Israel, anteriorment, havia avisat que la Cúpula de Ferro havia interceptat al voltant del 90% dels coets dirigits a ciutats o àrees estratègiques. L'Autoritat d'Aviació Civil d'Israel, a més a més, va escriure un document en el qual exposava els esforços d'Israel per evitar les cancel·lacions de vols comercials a l'aeroport de Tel-Aviv. Aquest escrit fou enviat al Ministre Katz, indicant que l'aeroport era segur.
Responent a les cancel·lacions, Israel va oferir-se a obrir l'Aeroport d'Ovda (al costat d'Eilat) als vols internacionals, ja que aquest es troba molt lluny de Gaza. La gran quantitat de població que es va desplaçar allí a l'obrir-se, unes 5.000 persones, va provocar escenes de caos el 24 de juliol.
La companyia aèria El Al va seguir aquests anuncis explicant que sota cap circumstància cancel·laria cap dels seus vols. Des del 23-24 de juny, tant la FAA com l'Agència Europea de Seguretat Aèria han aixecat la prohibició de volar des de o cap a Israel.

## Cobertura dels mitjans de comunicació
La visió del conflicte varia en funció dels diferents mitjans de comunicació. En els d'àmbit anglosaxó, els mitjans estatunidencs acostumen a mostrar-se més favorables a Israel, mentre que els britànics són més crítics amb la seva actuació. En qualsevol cas, comentaristes d'ambdues posicions asseguren que la majoria dels mitjans s'inclinen cap a un o altre costat. Segons el The Times of Israel, les fonts britàniques són més crítiques amb les accions israelianes que els seus companys nord-americans. Com que el conflicte va anar augmentat, així com les morts de palestins, els mitjans també van anar incrementant les crítiques cap a l'estat israelià. Dins d'Israel, el diari Haaretz va publicar una editorial exposant que la "suau sorra de Gaza... podria convertir-se en arenes movedisses" per a l'exèrcit israelià, a més a més d'alertar de la possible "matança indiscriminada" de civils palestins. L'article sentenciava que "no hi pot haver victòria aquí". La campanya en territori palestí ha rebut molta cobertura arreu del món.